# 阿萊格里亞 (烏蘇盧坦省)

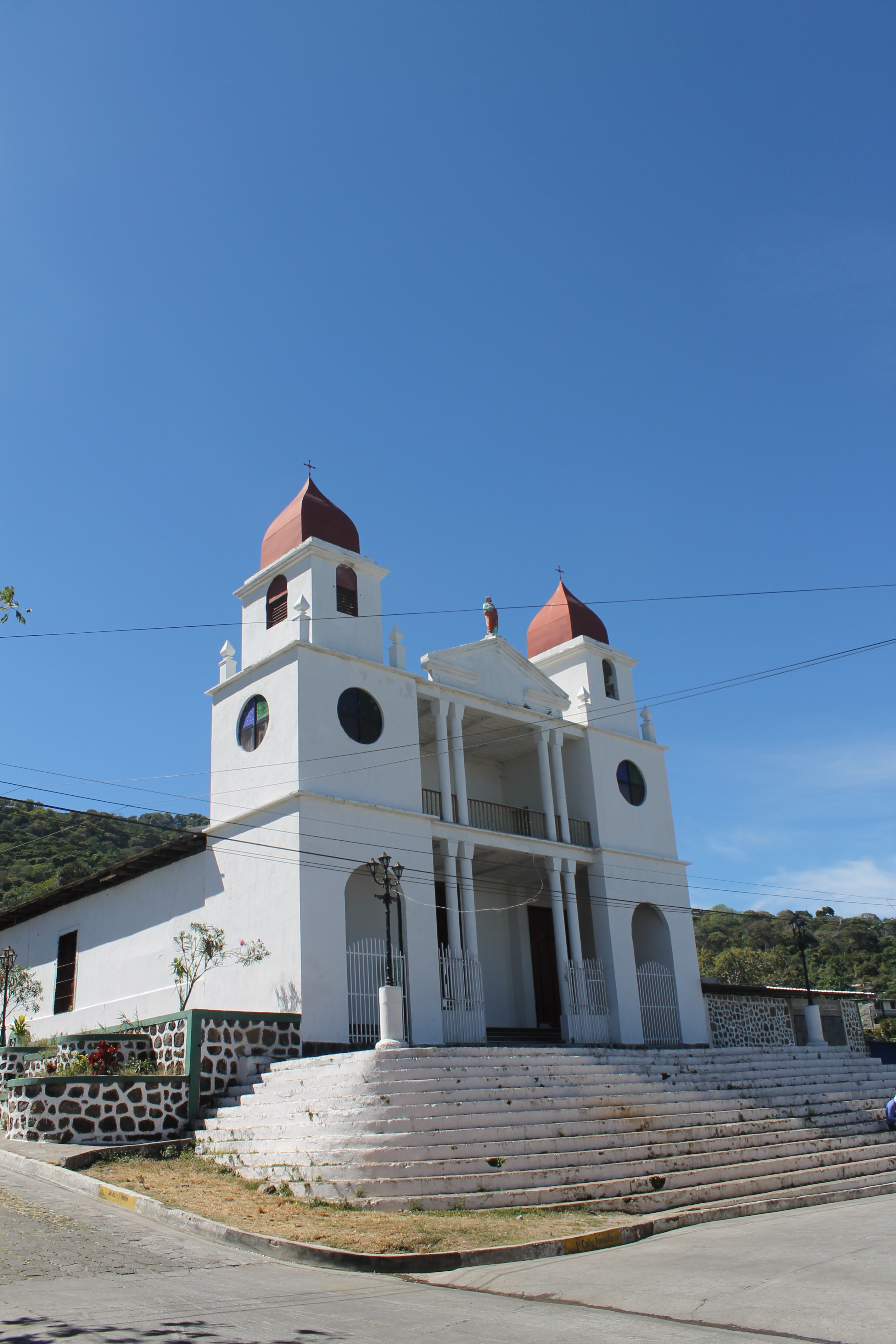

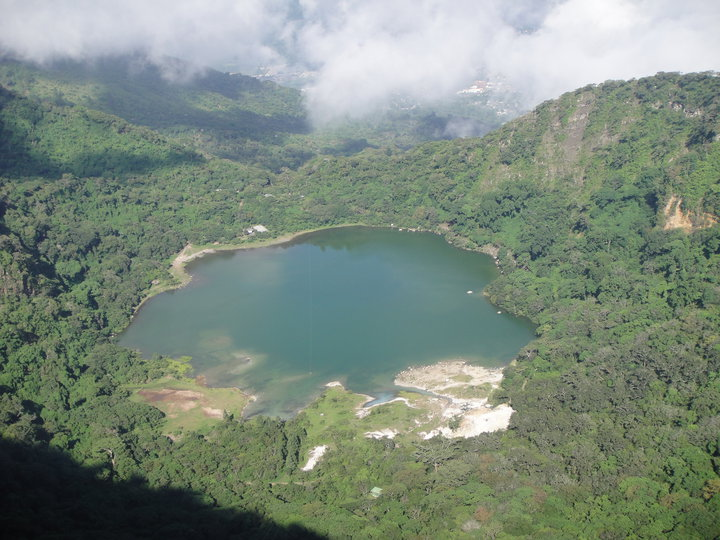

阿萊格里亞（西班牙語：Alegría），是薩爾瓦多的城鎮，位於該國東南部，由烏蘇盧坦省負責管轄，面積40.41平方公里，海拔高度1,235米，2007年人口11,712，人口密度每平方公里289.83人。
13°30′N 88°29′W / 13.500°N 88.483°W